# IIM (álbum de Ilse, Ivonne y Mimí)
IIM es un álbum de Ilse, Ivonne y Mimí, integrantes en los años 80 del grupo mexicano de pop Flans. Fue lanzado al mercado en 2002.
Para marzo del 2001, Flans retoma su carrera junto con Mildred Villafañe como productora mas no como representante, esto hace que Mildred exija mayor porcentaje en ganancias por ser la titular del nombre y concepto "Flans" a lo que el trío se opone y empiezan una disputa legal en torno al nombre Flans. Dicha disputa se expuso en un programa especial llamado "El ojo del Huracán" conducido por Aurora Valle de Televisión Azteca en el cual tanto el trío como Mildred expusieron su opinión y su molestia en torno a este asunto, dejando en claro la mala relación que aún con el paso del tiempo seguían teniendo entre las cuatro. Así que después de varios meses, la Dirección General de Derechos de Autor decidió dar el fallo de la titularidad del nombre "Flans" a favor de Villafañe.
Bajo estas circunstancias, las ahora ex Flans, después de pensar mucho en el futuro del trío, decidieron adoptar el nombre de IIM (las iniciales del nombre de cada una) con el que lanzaron la séptima producción titulada simplemente IIM bajo el sello Universal, con temas en versiones electrónicas adaptadas a la época de sus más grandes éxitos con arreglos especiales a cargo de Alejandro MiDi Ortega del grupo (Moenia) y con tres temas inéditos que son: "Algo más", "Llegó la fiesta" y "El amor es ciego". Captan la atención de los medios y se presentan con un "Showcase" en "Plaza Loreto en el Sur del D.F. y en diversos programas de televisión; dejan a los fans la decisión de escoger las canciones de este disco para hacerlas sencillos en las estaciones de radio y es el tema "Corre, corre" en nueva versión el que se logra colocar en las emisoras del país, así como en diversos programas de videos, siendo la misma Ivonne la productora de todo este concepto.

## Lista de canciones
| IIM (CD 1) |                             |                                                         |          |  |
| N.º        | Título                      | Escritor(es)                                            | Duración |  |
| 1.         | «No Controles»              | Ignacio Cano                                            | 4:36     |  |
| 2.         | «Las Mil y Una Noches»      | Pablo Pinilla                                           | 3:59     |  |
| 3.         | «Ay Amor»                   | Carlos Gómez, José Antonio García Morato, Mariano Pérez | 4:18     |  |
| 4.         | «El Amor es Ciego»          | Reyli                                                   | 4:01     |  |
| 5.         | «Bazar»                     | Carlos Lara, Jesús Monarréz                             | 4:35     |  |
| 6.         | «20 Millas»                 | Emilio Aragón*, María Rosario Ovelar, Mildred Villafañe | 4:51     |  |
| 7.         | «Hoy por Ti, Mañana por Mi» | G. M. Eban, J. C. Halmstead, J. Tunell                  | 3:54     |  |
| 8.         | «Algo Más»                  | F. Marugán*, J.R. Florez                                | 4:20     |  |
| 9.         | «Corre Corre»               | Mauricio Abaroa                                         | 3:53     |  |
| 10.        | «Alma Gemela»               | Carranza, Maria Grever, Memo Méndez Guiú                | 4:14     |  |
| 11.        | «Desde la Trinchera»        | Carlos Lara, Jesus Monarrez                             | 4:09     |  |
| 12.        | «Tímido»                    | Luis Carlos Esteban, Pablo Pinilla                      | 3:44     |  |
| 13.        | «Llegó la Fiesta»           | Ivonne Guevara                                          | 4:29     |  |

| IIM (CD 2) |                           |                      |          |  |
| N.º        | Título                    | Música               | Duración |  |
| 1.         | «Algo Más (Remix)»        | Uriel E              | 6:19     |  |
| 2.         | «Algo Más (Remix)»        | Sonido Lasser Drakar | 4:17     |  |
| 3.         | «Algo Más (Remix)»        | Digi+Gabo            | 6:18     |  |
| 4.         | «Llegó la Fiesta (Remix)» | Ruisort              | 5:57     |  |
| 5.         | «Llegó la Fiesta (Remix)» | Sonido Lasser Drakar | 5:15     |  |
| 6.         | «Llegó la Fiesta (Remix)» | Koggi                | 5:12     |  |
| 7.         | «Llegó la Fiesta (Remix)» | B.N. Loco            | 4:45     |  |